# Testa del Battista (Ribera Napoli)
La Testa del Battista è un dipinto olio su tela (66×78 cm) del 1646 di Jusepe de Ribera conservato nel Museo civico Gaetano Filangieri di palazzo Como a Napoli.

## Storia e descrizione
Il dipinto è un'ultima redazione di un soggetto ritratto almeno in altre tre versioni dal Ribera (di cui una alla Real Academia de Bellas Artes de San Fernando del 1644 e un'altra in collezione privata napoletana del 1640, che sembra essere un prototipo di minor intensità cromatica della versione Filangieri).
Il dipinto è sostanzialmente una natura in posa: la testa del Battista, dal bianco pallore, è riposta su un vassoio sopra ad un tavolo, su cui sono gli strumenti tipici della sua iconografia, quindi il bastone a forma di croce in legno sottile, la daga del carnefice e un panno bianco sporco di sangue.
Il dipinto è firmato e datato sul bordo del tavolo «Jusepe de Ribera / espanol / F. 1646».

## Altre immagini

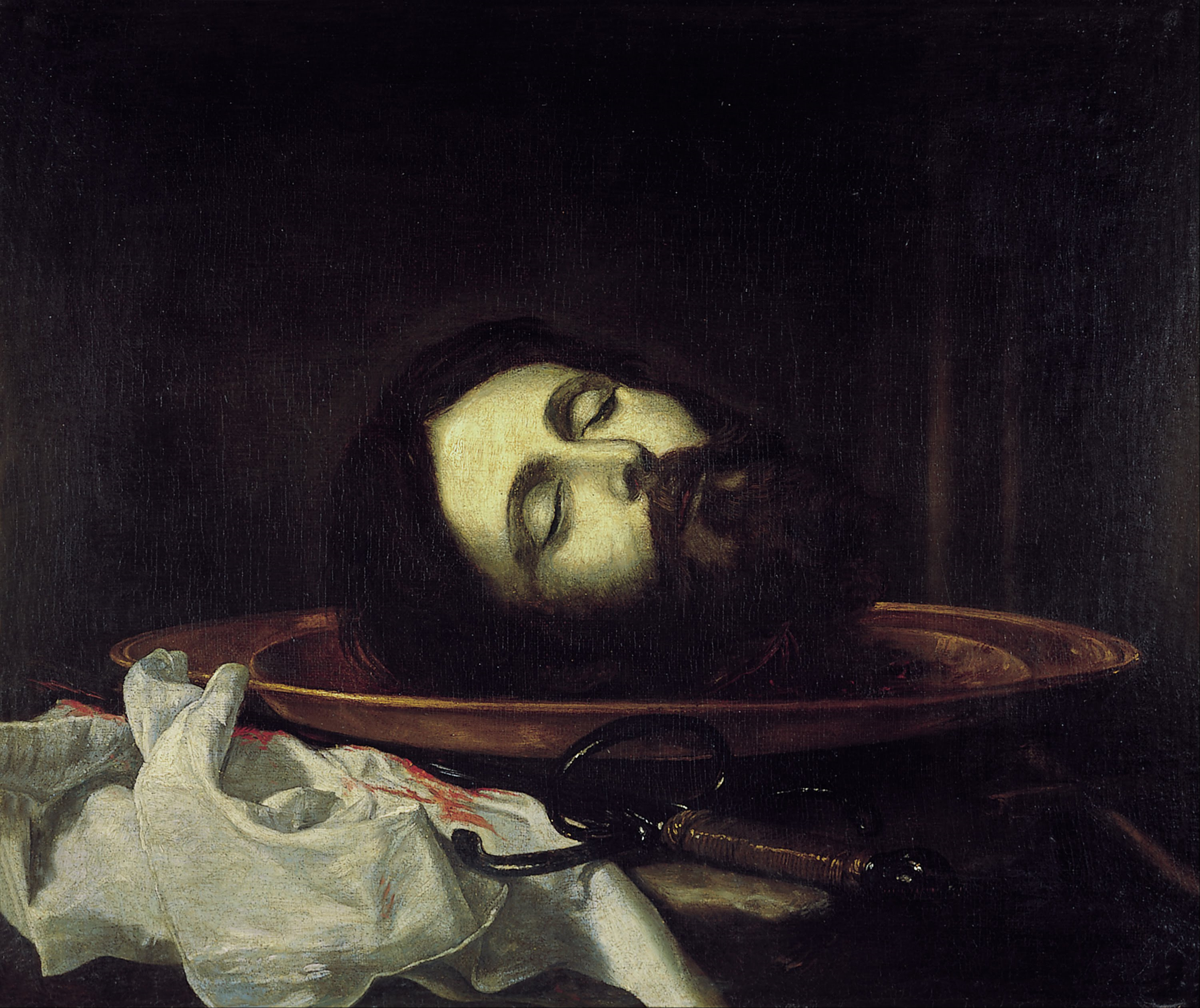
La versione della Real Academia de Bellas Artes de San Fernando del 1644